# Miss Americana
Miss Americana (también conocida como Taylor Swift: Miss Americana) es una película documental, dirigida por Lana Wilson, que sigue la vida de la cantante estadounidense Taylor Swift a lo largo de varios años de su carrera. La película debutó en la noche inaugural del Festival de Cine de Sundance 2020 el 23 de enero de 2020, y se estrenó en Netflix y en cines seleccionados el 31 de enero de 2020.
Netflix describió la película como «cruda y emocionalmente una mirada reveladora "a Swift" durante un período de transformación en su vida mientras aprende a aceptar su papel no solo como compositora e intérprete, sino como una mujer que aprovecha todo el poder de su voz». Después de su lanzamiento, se convirtió en la película documental biográfica original de Netflix mejor valorada por un artista en la historia de IMDb.[cita requerida]

## Sinopsis
La película cubre una serie de eventos en la vida y carrera de Swift, incluida la realización de su séptimo álbum de estudio Lover (2019), su batalla anterior con un trastorno alimenticio, su juicio por agresión sexual, el diagnóstico de cáncer de su madre y su decisión de hacer pública su política.

## Reparto
- Taylor Swift
- Andrea Swift
- Scott Swift
- Joe Alwyn
- Jack Antonoff
- Joel Little
- Max Martin
- Bobby Berk
- Karamo Brown
- Tan France
- Jonathan Van Ness
- Brendon Urie
- Todrick Hall
- Abigail Anderson Lucier
- Tree Paine
- Martha Hunt
- Lily Aldridge
- Cara Delevingne

## Antecedentes
Swift expresó interés en hacer un documental con Netflix después de la película de concierto Taylor Swift: Reputation Stadium Tour, que se estrenó en la plataforma de streaming en diciembre de 2018. Se le proporcionó una lista de posibles directores, de los cuales Wilson era una. Wilson comenzó a filmar al final del álbum Reputation (2017) y el ciclo de la gira, y se unió a Swift para grabar las sesiones de su posterior álbum Lover.
El título del documental está tomado de «Miss Americana & the Heartbreak Prince», la séptima canción de Lover, en la que Swift expresó su desilusión sobre el estado actual de la política de Estados Unidos.
Swift reveló el documental en noviembre de 2019, cuando dijo que el propietario y fundador de su antigua discográfica Big Machine Records, Scooter Braun y Scott Borchetta, respectivamente, le impidieron usar música antigua y material de archivo para el documental. Agregó que el documental no menciona a Braun, Borchetta o Big Machine. Big Machine negó las acusaciones en un comunicado. En respuesta, un representante de Swift publicó un correo electrónico de un ejecutivo de Big Machine negándose a emitir licencias en relación con el documental. En diciembre, Variety informó que Big Machine eliminó el uso del material más antiguo de Swift para la película.
En una entrevista con Chris Willman de Variety, se reveló que el acto de apertura de la película trata de «yuxtaponer las alegrías de la creación con los agravantes del estrellato global», mientras que la segunda mitad es un «giro provocativo centrado en por qué Swift se convirtió en un animal político». Willman escribió que la película también presenta clips que capturan la creciente asociación LGBTQ de Swift, la reacción de Swift al diagnóstico de cáncer de su madre y la respuesta de Swift a su álbum de Reputation que no recibió ninguna nominación en categorías generales en los Premios Grammy 2019. Wilson declaró que ella ve la película como «mirar la otra cara de ser el amor de Estados Unidos», con la intención de arrojar luz sobre el lado menos glamoroso de la fama y el estrellato. Swift dijo en la entrevista: «Necesitaba llegar a un punto en el que estuviera lista, capaz y dispuesta a decir tonterías en lugar de solo sonreír».

## Promoción
El 15 de enero de 2020, Swift reveló la fecha de lanzamiento y un póster de la película a través de sus cuentas de redes sociales. Seis días después, se lanzó un avance oficial de la película en YouTube y en las cuentas de redes sociales de Swift. El 30 de enero, Swift anunció la lista de cines seleccionados que proyectarían Miss Americana, por tiempo limitado. Incluyendo 25 teatros Alamo Drafthouse y un teatro iPic en Estados Unidos, y el cine Prince Charles en Reino Unido.

## Música
El documental incluirá una nueva canción «Only the Young», que se reproducirá durante los créditos finales de la película. Swift escribió la canción después de las elecciones en Estados Unidos en 2018 y estaba destinada a formar parte de Lover (2019) pero finalmente no fue incluida.

## Recepción crítica
En el sitio web del agregador de reseñas Rotten Tomatoes, la película obtuvo una calificación de aprobación «fresca certificada» del 91% basada en 57 reseñas, con una calificación promedio de 7.49/10. El consenso de críticos del sitio dijo: «Taylor Swift: Miss Americana ofrece una mirada atractiva, aunque algo deliberadamente opaca, detrás del escenario a una estrella del pop convertida en un fenómeno cultural». En Metacritic, obtuvo un puntaje promedio ponderado de 65 de 100, basado en 23 críticas, lo que indica «revisiones generalmente favorables».
Después de su estreno en el Festival de Cine  de Sundance 2020, la película recibió elogios críticos y una gran ovación de la audiencia. Miss Americana es descrita como «íntima», «empoderadora», «genuina» y «divertida» por los críticos de cine; y fue felicitada por la dirección de Wilson, retratando el proceso creativo de Swift y las discusiones sobre temas como el trastorno alimentario, la autoestima y la agresión sexual. Se convirtió en la película documental biográfica original de Netflix mejor calificada en la historia de IMDb.[cita requerida]
Wesley Morris de The New York Times describió a Miss Americana como «85 minutos de translucidez» con Swift, afirmando que es «autocrítica, adulta y lista, tal vez, para entregar un mensaje más allá de la música». Hannah Woodhead de Little White Lies opinó que Miss Americana ofrece «acceso sin precedentes a la cantante notoriamente privada y su mundo vertiginoso» a través de «entrevistas, grabaciones de estudio, videos caseros y grabaciones de conciertos». Describió la película como «brillante, convencional, moviéndose entre el pasado y el presente con una cálida intimidad» mientras Swift «descubre su alma en este íntimo y serio docu-retrato». Leah Greenblatt, de Entertainment Weekly, lo calificó de «inteligente y divertido» y declaró que «[se sentía] como el tipo de conocimiento que realmente quieres tener en una superestrella». Leigh Blickley, de HuffPost, describió el documental como «íntimo, divertido, triste y conmovedor», y el «canto de Swift que todos necesitamos».
Leslie Felperin de The Hollywood Reporter escribió: «Lo que en última instancia es muy entrañable sobre Swift es su inteligencia y autoconciencia, cualidades que también hacen que su música sea convincente, sofisticada y capaz de atraer tanto a niños adolescentes como a musicólogos hipster». Owen Gleiberman de Variety opinó que Swift «se presenta a sí misma como lo suficientemente atrevida y sincera» en la película «para atraernos». Llegó a la conclusión de que Swift «ocupa la estratosfera del pop, la cima de una montaña de lo intemporal». Ramin Setoodeh, también de Variety, definió a Miss Americana como «un retrato esclarecedor y esclarecedor de Swift en un punto de inflexión en su carrera, una meditación sobre la soledad de la fama y un estudio sobre por qué las mujeres — incluso mujeres muy famosas — no son tratadas igual que los hombres». Escribiendo para The Salt Lake Tribune, Sean Means declaró que Miss Americana es «una mirada reveladora a Swift encontrando una nueva voz» y «muestra a Swift como artista y activista recién preparada para el próximo acto». Amber Wilkinson de The Times escribió que el documental «íntimo y abierto» ofrece «una consideración mucho más personal y abierta de una estrella que siempre ha sido conocida por su sonido en el escenario y que ahora también encuentra su voz política fuera del escenario».
Anna Menta de Decider comentó: «Los fanáticos de Swift armarán a Miss Americana, por supuesto, pero también creo que esta película va a influir en algunos que la odian. Wilson contó la historia de una mujer que encuentra su voz política; es genuina e inspiradora». Ella también agregó que «Wilson y su equipo capturaron momentos que se sentían personales, vulnerables y profundamente auténticos, y lo hicieron con una habilidad y un arte que las historias de Instagram simplemente no pueden igualar». Adam Chitwood de Collider describió la película como «una historia fascinante y sincera de cómo una artista increíblemente famosa que fue entrenada para ser amable e inofensiva reconcilia su crecimiento como ser humano político y feminista en el ojo público», mientras que Chris Evangelita de Slash Film calificó la película como un «deleitador de la multitud de dinamita». Lo describió como «un retrato dulce y sorprendentemente divertido de Swift creciendo y volviéndose político». Steve Pond de TheWrap calificó la película como «íntima» y «política», al tiempo que señaló que «el corazón de Miss Americana es Swift diciéndonos qué defiende sobre los derechos de los homosexuales y los derechos de las mujeres, y lo que ha aprendido sobre el destino de ser una mujer a la vista del público». Marie-Claire Chappet de Glamour escribió: «Miss Americana muestra que Swift está harta de los parámetros restrictivos establecidos para las mujeres en el centro de atención. Desafía a sus asesores y se vuelve política — rompiendo su silencio y siguiendo los pasos de las Dixie Chicks — afortunadamente menos consecuencias perjudiciales. Ella comienza a usar su voz para lo que le importa — como los derechos LGBTQ — y deja de preocuparse si Twitter cree que ha terminad — si la industria no piensa que es "simpática"».